# Guimarães
Guimarães (portugalska izgovorjava: [ɡimɐˈɾɐ̃jʃ] ()) je mesto in občina na severu Portugalske, v okrožju Braga. Njegovo zgodovinsko mestno jedro je od leta 2001 uvrščeno na Unescov seznam svetovne dediščine kot priznanje, da je »izjemno dobro ohranjen in avtentičen primer razvoja srednjeveške naselbine v sodobno mesto« v Evropi. Nicolinas so glavni mestni prazniki.
Guimarães se imenuje tudi glavno mesto podregije Ave (ene najbolj industrializiranih podregij v državi) in je v zgodovinski provinci Minho. Mesto ima 152.309 prebivalcev po zadnjih podatkih iz leta 2019 na območju 240,95 kvadratnih kilometrov. Trenutni župan je Domingos Bragança iz Socialistične stranke. Guimarães je bil leta 2012 skupaj z Mariborom Evropska prestolnica kulture.
Mesto je bilo naseljeno v 9. stoletju in takrat se je imenovalo Vimaranes. To ime morda izvira od vojščaka Vímare Peresa, ki je to območje izbral za glavni vladni sedež grofije Portugalske, ki jo je osvojil za Kraljevino Galicijo. Guimarães ima velik zgodovinski pomen zaradi vloge, ki jo je imel pri ustanovitvi Portugalske. Mesto se običajno imenuje »rojstni kraj Portugalske« ali »mesto zibelka« (Cidade Berço v portugalščini), ker se je v Guimarãesu rodil prvi portugalski kralj Afonz Henrik in tudi zaradi dejstva, da je bitka pri São Mamede – ki velja za prelomni dogodek za ustanovitev Kraljevine Portugalske – je bil boj v bližini mesta.

## Zgodovina
Zgodovina Guimarãesa je povezana z nastankom in identiteto portugalske narodnosti. Guimarães, kot tudi druga naselja, je nastal pred ustanovitvijo Portugalske in je zaradi svoje vloge pri ustanovitvi države znana kot »zibelka portugalske narodnosti«. Leta 1128 so se v Guimarãesu zgodili veliki politični in vojaški dogodki, ki so pripeljali do neodvisnosti in rojstva novega naroda. Zato je na enem od starih stolpov starega mestnega obzidja zapisano Aqui nasceu Portugal (tu se je rodila Portugalska).

### Antična zgodovina
Po arheoloških najdbah v Citânii (kultura Castro v Briteirosu ter arheološkem najdišču Sabroso in Penha je imelo območje, kjer je Guimarães, stalne naselbine že od pozne bakrene dobe.
Obstajajo tudi dokazi o rimski naselitvi; kamen, posvečen rimskemu cesarju Trajanu, ki so ga našli v Caldas das Taipas, nakazuje, da je bilo to zdraviliško mesto že v Rimskem obdobju.

### Ustanovitev
Po politiki rekonkviste, ki jo je promoviralo kraljestvo Galicija v 9. stoletju, imajo srednjeveški temelji dejanskega mesta korenine v 10. stoletju. Na tej točki je grofica Mumadona Dias postavila samostan v svoji posesti Vimaranes, kar je pripeljalo do naselitve ljudi na območju, znanem kot vila baixa (središče mesta). Hkrati je ukazala zgraditi grad na hribu, ki je postal znan kot vila alta (gornji del mesta), za obrambo naselja. Da bi jih povezali z drugimi območji, je bila zgrajena ulica Rua de Santa Maria.
Samostan je postal Real Colegiada (Kraljeva kolegijska cerkev) in je skozi čas pridobival pomen zaradi privilegijev in darov, ki so mu jih dajali plemiči in kralji, in je postal znan romarski kraj.
Henrik, portugalski grof, je odobril prvo državno uradnico verjetno leta 1096 (vendar ni potrjeno). Foral (kraljeva listina) dokazuje naraščajoč pomen vasi Guimarães v tistem času, ki je bila izbrana za glavno mesto okrožja Portugalske.
24. junija 1128 je v Guimarãesu potekala Batalha de São Mamede (bitka pri São Mamedeju).

### Srednji vek
V času vladavine kralja Denisa, ko se je mesto širilo, je bilo delno obdano z obrambnim obzidjem. Medtem so se beraški redovi naselili v Guimarãesu in pomagali oblikovati obliko nastajajočega mesta. Kasneje, med vladavino Ivana I., je bilo obzidje porušeno in oba dela mesta (gornji in srednji) sta bila dokončno združena in mesto se je začelo širiti izven svojega starega obzidja.
Baziliko svetega Petra so začeli graditi leta 1737 in leta 1751 postala manjša bazilika, formalno pa so bila dela dokončana med letoma 1883 in 1884.

### Sodobna zgodovina
Do 19. stoletja zgradba mesta ni doživela veliko sprememb, razen izgradnje nekaj več cerkva, samostanov in palač. Nove urbanistične zamisli o higieni in simetriji so do konca 19. stoletja doživele največje spremembe v vasi, ki jo je kraljica Marija II. Portugalska 23. junija 1853 povišala v mesto.
Dovoljeno je bilo popolno rušenje mestnega obzidja in takrat se je lahko začelo ustvarjanje številnih ulic in avenij. Nadzorovan proces urbanizacije je omogočil ohranitev veličastnega zgodovinskega središča mesta.
- Trg Toural leta 1864
- Trg Toural leta 2009
- Trg Oliveira v zgodovinskem središču Guimarãesa s Padrão do Salado na levi
- Stavbe v slogu pombaline v Touralu]
- Kip Mumadona Dias, pred mestnim sodiščem

## Geografija
Granitne kamninske formacije zavzemajo večino občine, skrilavce pa lahko najdemo tudi v nekaterih conah na severozahodu občine. Na jugovzhodu je glina v strugi rek Ave, Vizela in Selho.
Občina je na severu omejena s Senhora do Monte (hrib Senhora), na severozahodu s hribi Falperra, Sameiro, Outeiro in Penedice. Južno od hriba Penha, ki je z višino 613 metrov najvišja točka občine.
Guimarães je del porečja reke Ave, ki deli občino na pol. Reka Ave ima pritoke Vizela, Torto, Febras, znotraj mesta pa Selho, Couros in potok Santa Lúzia.
Guimarães leži v dolini in je obdan s hribi, in ker je nekoliko oddaljen od morja, je zima običajno mrzla in deževna, poletje pa vroče in rahlo vlažno. Povprečna letna temperatura je 14 °C.
Živalstvo ni pestro, zlasti v urbanih območjih, vendar so v občini nekatere kinegetsko zanimive vrste, kot so: navadna lisica, divja svinja, grlica, drozg, golob in rdečenoga jerebica. V zelenih predelih mesta so najpogostejši glodavci, predvsem veverice.
Administrativno je občina Guimarães razdeljena na 48 civilnih župnij (freguesias), prej jih je bilo 69, vendar so nekatere od teh izumrle in se združile leta 2013 po vsedržavni teritorialni reorganizaciji.

## Kultura
Guimarães je povprečno veliko mesto, vendar s cvetočim kulturnim življenjem. Poleg muzejev, spomenikov, kulturnih društev, umetniških galerij in ljudskih prireditev ima od septembra 2005 pomemben kulturni prostor, Kulturni center Vila Flor. Ta kulturni center ima dve dvorani, razstavni center in koncertno kavarno. Guimarães je bil leta 2012 skupaj z Mariborom v Sloveniji Evropska prestolnica kulture.
Guimarães je tudi dom združenja nogometnega kluba Vitória S.C., ki tekmuje v Primeira Ligi, najvišji nogometni ligi na Portugalskem.
New York Times je Guimarães leta 2011 izbral za eno od 41 krajev, ki jih je treba obiskati, in ga označil za eno od nastajajočih kulturnih točk na Iberskem polotoku.

### Kulinarika
Dejstvo, da je bil Guimarães ustanovljen na ozemlju ženskega samostana, je imelo velik vpliv na regijsko kulinariko, zlasti na njene slaščice, kot je Tortas de Guimarães (Guimarãesove pite, kosmičasto pecivo v obliki polmeseca, napačno imenovano tart) in predvsem Toucinho do céu (običajno, vendar nepravilno, prevedeno kot slanina iz nebes, vlažna rumena pudingova torta). Poleg tega, kar je običajno v Minhu, kot so vinho verde, Papas de sarrabulho (prašičja kaša in krvna kaša), Rojões (dušeno svinjsko meso, postreženo s krompirjem in drobovino) itd.. Tukaj pripravljajo tudi Bôla de carne (mesne torte), sestavljene iz vrste kruha (v obliki pice), postreženega s toucinho (slanino), sardinami ali drugimi prelivi.